# Petey Rosenberg
Alexander Rosenberg, detto Petey (Filadelfia, 7 aprile 1918 – Filadelfia, 29 giugno 1997), è stato un cestista statunitense, professionista nella ABL e nella BAA.

## Palmarès
- 4 volte campione ABL (1940, 1941, 1943, 1945)
- Campione BAA (1947)